# Stu Linder
Pour les articles homonymes, voir Linder.
Stewart Bridgewater « Stu » Linder, né le 8 novembre 1931 à Geneva (Illinois) et mort le 12 janvier 2006 à Ridgefield (Connecticut), est un monteur américain.

## Biographie
Stu Linder débute sur Les Désaxés de John Huston (1961, avec Clark Gable et Marilyn Monroe) comme assistant monteur, fonction qu'il exerce jusqu'au début des années 1970. Son premier film comme monteur est Grand Prix de John Frankenheimer (1966, avec James Garner et Yves Montand).
En tout, il monte vingt-cinq films américains, la plupart réalisés par Barry Levinson, depuis Diner (1982, avec Steve Guttenberg et Mickey Rourke) jusqu'à Envy (2004, avec Ben Stiller et Jack Black) ; entretemps, mentionnons Good Morning, Vietnam (1987, avec Robin Williams et Forest Whitaker), Rain Man (1988, avec Tom Cruise et Dustin Hoffman), Sleepers (1996, avec Robert De Niro et Brad Pitt) et Bandits (2001, avec Bruce Willis et Billy Bob Thornton).
Citons également La Bonne Fortune de Mike Nichols (1975, avec Stockard Channing et Jack Nicholson) et Quiz Show de Robert Redford (1994, avec John Turturro et Rob Morrow).
Stu Linder obtient plusieurs distinctions durant sa carrière (voir sélection ci-dessous), dont un Oscar du meilleur montage (partagé) gagné en 1967, pour Grand Prix précité.
Il meurt d'une crise cardiaque en 2006 (à 74 ans), durant le tournage de Man of the Year de Barry Levinson, film sorti la même année et qui lui est dédié.

## Filmographie partielle

### Assistant monteur
- 1961 : Les Désaxés (The Misfits) de John Huston
- 1962 : L'Homme qui tua Liberty Valance (The Man Who Shot Liberty Valance) de John Ford
- 1970 : Catch 22 de Mike Nichols
- 1971 : Ce plaisir qu'on dit charnel (Carnal Knowledge) de Mike Nichols
- 1973 : Le Jour du dauphin (The Day of the Dolphin) de Mike Nichols

### Monteur

#### Réalisations deBarry Levinson
- 1982 : Diner
- 1984 : Le Meilleur (The Natural)
- 1985 : Le Secret de la pyramide (Young Sherlock Holmes)
- 1987 : Good Morning, Vietnam
- 1987 : Les Filous (Tin Men)
- 1988 : Rain Man
- 1990 : Avalon
- 1991 : Bugsy
- 1992 : Toys
- 1994 : Harcèlement (Disclosure)
- 1996 : Sleepers
- 1997 : Des hommes d'influence (Wag the Dog)
- 1998 : Sphère (Sphere)
- 1999 : Liberty Heights
- 2000 : An Everlasting Piece
- 2001 : Bandits
- 2004 : Envy

#### Autres réalisateurs
- 1966 : Grand Prix de John Frankenheimer
- 1975 : La Bonne Fortune (The Fortune) de Mike Nichols
- 1980 : My Bodyguard de Tony Bill
- 1982 : Six Weeks de Tony Bill
- 1985 : Nom de code : Émeraude (Code Name: Emerald) de Jonathan Sanger (en)
- 1994 : Quiz Show de Robert Redford

## Distinctions (sélection)

### Nominations
- 1989 : Oscar du meilleur montage, pour Rain Man ;
- 1990 : British Academy Film Award du meilleur montage, pour Rain Man.

### Récompense
- 1967 : Oscar du meilleur montage (partagé), pour Grand Prix.